# Energy (Keri Hilson)
Energy is een nummer van de Amerikaanse singer-songwriter Keri Hilson. Het werd als leadsingle uitgebracht ter promotie van haar aanstaande debuutalbum In a Perfect World.... Het nummer werd geschreven en geproduceerd door The Runaways.
Het nummer werd op 24 juli 2008 uitgebracht op iTunes in de Verenigde Staten en op 6 oktober 2008 in het Verenigd Koninkrijk.

## Videoclip
De videoclip werd geregisseerd door Melina Matsoukas (Ne-Yo, Leona Lewis, Anouk) en geproduceerd door Wohn Winter. Het verhaal speelt zich af rond een boksring, waarin Hilson een bokser speelt die verliefd is op haar trainer, gespeeld door Christian Keyes. Zij probeert hun relatie weer te herstellen maar beseft tegen het einde van de clip dat het tevergeefs is. Gedurende de videoclip zijn er scènes te zien waarin beiden ruziën in hun appartement.

## Tracklist

### Amerikaanse promotie-cd-single
1. "Energy" (Main Version) – 03:30
2. "Energy" (Instrumental) – 03:30
3. "Energy" (Acappella) – 03:17

### Internationale versie
1. "Energy" (Main Final) – 3:28
2. "Energy" (The Wideboys Radio Mix) – 3:04